# Gabriel (missile)
Il Gabriel è un missile antinave israeliano noto anche come Scorpion nella marina del Sudafrica.
Lo sviluppo del Gabriel per la marina israeliana ha avuto inizio nel 1962. Il primo modello entrò in servizio nel 1970 equipaggiando le Sa'ar II e venne usato nella guerra dello Yom Kippur del 1973 infliggendo gravi perdite alle unità navali di Siria ed Egitto armate di missili Styx di fabbricazione sovietica.

## Versioni successive

### Gabriel II
Lo sviluppo della versionel Mk 2 venne avviata nel 1972 e il missile entrò in servizio nel 1976. Tale versione è anche stata costruita su licenza a Taiwan con la denominazione di the Hsiung Feng 1 e in Sud Africa sotto il nome 'Skerpioen' (Scorpione in Afrikaans).

### Gabriel III
Importanti miglioramenti sono stati introdotti con le versioni Gabriel III e Gabriel III A/S, con entrambe le versioni Gabriel III che utilizzano il sistema fire and forget (letteralmente spara e dimentica).

### Gabriel IV
La versione Gabriel IV ha un raggio di 200 km, mentre è in fase di sviluppo la versione Gabriel V da parte della Israel Aerospace Industries, denominata Advanced Naval Attack Missile.
I vecchi modelli di Gabriel sono ancora utilizzati da Cile, Ecuador, Israele, Messico, Sudafrica, Sri Lanka, Kenya, e altri paesi.

## Utilizzatori
- Cile
- Ecuador
- Eritrea
- India
- Israele
- Kenya
- Messico
- Singapore
- Sri Lanka
- Sudafrica
- Thailandia
- Finlandia